# フルオラスケミストリー
フルオラスケミストリー (fluorous chemistry) とは有機化学の分野のひとつで、アルカンやアルキル基が持つ全ての水素がフッ素に置き換わったペルフルオロアルカンやペルフルオロアルキル基を溶媒、触媒、あるいは置換基（タグ）などとして用い、それらフルオラス化合物同士の親和性や他の溶媒に対する疎溶媒性を特徴的な抽出・精製法、合成法へと応用する化学である。

## フルオラス
フルオラス (fluorous) とはフッ素 (fluorine) と、「～に似た」「～の特徴を有する」「～性の」を意味する接尾語 (-ous) を基に創られた、「親フルオロカーボン性」のという意味の用語である。1994年にホーヴァス (Horváth) とラバイ (Rábai) により、「フルオラス層とは、二層系において主にフルオロカーボン（通常パーフルオロカーボン、エーテル、3級アミン）からなる層である」と定義された。
最近では含フッ素化合物のフッ素特性を活かした様々な研究に対して「フルオラス性」という言葉が使われている。

## フルオラス法
ペルフルオロヘキサン (FC-72) などフルオラス溶媒は水およびほとんどの有機溶媒とは混ざらずに分離層を形成し、さらに通常の有機化合物からフッ素含量の高い化合物を分配操作のみで選択的に抽出できる。1994年に当時エクソン社のホーヴァスとラバイ（現在ハンガリーのELTE）がこの性質を利用したフルオラス二層系 (fluorous biphase system, FBS) を提唱し、さらに1997年にカラン（Curran, アメリカ、ピッツバーグ大学）らによってフルオラス合成法（フルオラスタグ法） が固相合成法に匹敵する簡便な液相合成法として提唱された。
フルオラスタグ法は導入するフルオラスタグの大きさと反応後の精製方法の違いによりライトフルオラス法と、ヘビーフルオラス法の2種類に分類される。「ライト」と「ヘビー」の指標は厳密に定義されていないが、一般的に分子中のフッ素原子の数が13個以下であれば「ライト」、39個以上であれば「ヘビー」なフルオラス分子と呼ばれている。ライトフルオラス法とは、比較的小さなフルオラスタグを用いて固-液抽出により精製を行う手法である。固-液抽出による精製には、フルオラス化合物同士の親和力を利用して通常の有機化合物とフルオラス化合物を効率的に分離することができる性質を持つフルオラスシリカゲルを用いる。この方法は分子サイズの小さな （ライトな）フルオラスタグを導入するだけで利用できる。一方、ヘビーフルオラス合成は分子サイズの大きなフルオラスタグを用いて液-液分配により単離を行う手法である。一般に、ある分子を効率的にフルオラス層へ分配させるためには重量比で60%以上のフッ素含量が必要とされているが、分配溶媒の組み合わせによっては40%程度のフッ素含量でも十分であることが報告されている。従ってこの合成法を効率的に応用するためには分子サイズの大きな（ヘビーな）フルオラスタグが必要になるが、カラムクロマトグラフィーによる精製工程を大幅に省略することができる。
フルオラス法は主に触媒化学や有機合成化学分野で研究が行われているが、プロテオミクスや生体物質の固定化など、生化学分野での活用も報告されている。